# تماشاگر
تماشاگر (کره‌ای: 왓쳐؛ انگلیسی: Watcher) یک مجموعهٔ تلویزیونی کره جنوبی سال ۲۰۱۹ با بازی هان سوک-کیو، سو کانگ جون و کیم هیون جو است. این مجموعه از ۶ ژوئیه تا ۲۵ اوت ۲۰۱۹، روزهای شنبه و یکشنبه ساعت ۲۲:۰۰ (کی‌اس‌تی) از اوسی‌ان برای ۱۶ قسمت پخش شد.

## خلاصه داستان
یک قتل وحشیانه در ۱۵ سال پیش اتفاق افتاد و باعث شد تا زندگی سه نفر از این رو به آن رو شود. پانزده سال بعد، این سه نفر – که توسط سرنوشت کنار هم قرار گرفته‌اند – در جستجوی پاسخ هستند.

## بازیگران

### اصلی
- هان سوک-کیو در نقش دو چی گوانگ[۳]

یک کارآگاه که در طول دوران حرفه‌ای خود مجرمان زیادی را دستگیر کرده‌است. او از فساد در پلیس نفرت دارد و رهبر تیم تحقیقات امور داخلی می‌شود تا حقیقت در مورد یک حادثهٔ خاص را پیدا کند.
- سو کانگ جون در نقش کانگ یون گون[۳]

یک افسر پلیس که پس از درگیر شدن در همان حادثه، به گروه دو چی گوانگ ملحق می‌شود.
- کیم هیون جو در نقش هان ته جو[۳]

یک دادستان سابق که پس از کار بر روی یک پرونده که خیلی عمیق درگیر آن شده بود و نزدیک بود جان خود را از دست بدهد، وکیل شد. او شروع به کار با دو چی گوانگ و کیم یونگ گون می‌کند.

## تولید
این مجموعه به کارگردانی آن گیل هو است که پیش از این کارگردان غریبه و خاطرات الحمرا بوده‌است.